# Herpesviridae
Herpesviridae je naziv za veliku porodicu DNK virusa koju uzrokuju različite bolesti kod životinja i ljudi. Virusi iz ove porodice s nazivaju herpesvirusi. 
Prema Baltimorskoj klasifikaciji virus ove porodice nalaze se u skupini I. Svi herpes virusi imaju zajedničku strukturu. Genom čini jedna relativno velika dvostruka linearna DNK, koja sadrži 100-200 gena smještena unutar troslojne ovojnice. Genom je unutar ikozaedarskog proteinskog kaveza koji se naziva kapsida. Kapsida se nalazi između nutarnjeg lipidnog dvosloja i vanjskog sloja proteina koji se naziva tegument.
Porodicu čini oko 100 virusa od kojih su o8 pategena za čvojeka:
- herpes simplex virus tip-1 (HSV-1)
- herpes simplex virus tip-2 (HSV-2)
- varicella-zoster virus (VZV)
- Epstein-Barr virus (EBV)
- citomegalovirus (CMV)
- humani herpes virus 6 (HHV-6)
- humani herpes virus 7 (HHV-7)
- humani herpes virus 8 (HHV-8)
- herpes B virus